# Anschlag von Montrouge auf eine Polizistin
Der Anschlag von Montrouge auf eine Polizistin war ein islamistisch motivierter Terroranschlag, bei dem am 8. Januar 2015 Clarissa Jean-Philippe (* 1. September 1988 in Sainte-Marie auf Martinique, † 8. Januar 2015 in Montrouge) von Amedy Coulibaly erschossen wurde. Der Mord ereignete sich zeitlich zwischen dem Anschlag auf die Satirezeitschrift Charlie Hebdo am 7. Januar 2015 und der Geiselnahme im Supermarkt Hyper Casher am 9. Januar 2015. Das Opfer war eine französische Staatsbürgerin schwarzer Hautfarbe und kommunale Polizistin der Stadt Montrouge. Der Attentäter war wahrscheinlich auf dem Weg zu der jüdischen Schule Yaguel Yaacov, die ungefähr 200 m vom Tatort entfernt lag. Die Polizistin regelte den Verkehr an einem unbedeutenden Verkehrsunfall. Der Attentäter schoss ihr ohne Vorwarnung mit einer Kalaschnikow in den Rücken. Eric (Nachname unbekannt), Mitglied eines städtischen Stadtreinigungsteams, der Jean-Philippe helfen wollte, wurde durch eine Kugel in der unteren Gesichtshälfte schwer verletzt. Am Tatort finden jährlich Gedenkveranstaltungen statt, bei denen am 8. Januar 2016 François Hollande in seiner Funktion als Präsident der Republik teilnahm. Jean-Philippe erhielt posthum mehrere Orden. Nach ihr sind Straßen und ein Platz in der Île-de-France benannt. Ein Denkmal steht in ihrer Geburtsstadt.

## Tathergang
Jonathan (Nachnamen unbekannt), von der Kommunalen Polizei in Montrouge und Kollege von Jean-Philippe, sagte im Jahre 2020, am 13. Tag des Prozesses um die Anschläge vom Januar 2015 aus. Er war mit ihr am Morgen des 8. Januar dabei, einen Verkehrsunfall aufzunehmen. Sie waren am Unfallort in der Avenue Pierre Brossolette in Höhe der Hausnummer 91 gut erkennbar, weil sie gelbe Warnwesten trugen und am Polizeiwagen das Blaulicht eingeschaltet war. Der Verkehrsunfall war nicht schwerwiegend und Jean-Philippe regelte den Verkehr. Der Attentäter war auf der Durchgangsstraße mit einem Motorrad unterwegs, bei dem er das GPS-Verfolgungssystem entfernt hatte. „Ich hörte ein Geräusch und sagte zu Clarissa: Das ist komisch, da war ein Geräusch wie beim Entsichern einer Waffe“ erzählte Jonathan im Zeugenstand. „Sie antwortet mir: „Hör auf mit dem Unsinn“. Dann habe ich eine schwarze Masse gesehen“, fährt Jonathan fort. „Hinter einer Werbetafel drehte sich der Schatten um - und dann, ‚Peng‘, ein ohrenbetäubendes Geräusch“. Jean-Philippe wurde tödlich in dem oberen Rückenbereich getroffen, wobei die Halsschlagader verletzt wurde.
Laurent (Nachname unbekannt), Chef des anwesenden Stadtreinigungsteams, glaubte erst an einen Scherz. „Ich hatte noch nie eine Kriegswaffe schießen sehen und fand, dass es wie eine Attrappe aussah“ sagte Laurent am 13. Tag des Prozesses um die Anschläge vom Januar 2015 aus. Dann sah er seinen Kollegen Eric, entstellt mit blutendem Kiefer. Eine Kugel aus der Kalaschnikow (andere Quellen sprechen von einer kleinen Skorpion-Maschinenpistole) hatte die untere Hälfte seines Gesichtes getroffen. Laurent steht zu diesem Zeitpunkt vor dem Attentäter. Um nicht auch erschossen zu werden, stürzte er sich auf diesen und hielt mit beiden Händen die Kalaschnikow fest. Nach einem langen Gerangel behielt der Attentäter die Oberhand, zieht eine zweite Waffe (Pistole Typ Tokarew) und will schießen. Die Waffe klemmte aber, woraufhin der Attentäter seine Sachen einpackte und floh. Nach Zeugenaussagen soll der Attentäter eine kugelsichere Weste und eine Sturmhaube getragen haben.
Es wird heute angenommen, dass der Attentäter auf dem Weg zu einer nur 200 m vom Tatort entfernten jüdischen Schule Yaguel Yaacov war. Der Bürgermeister von Carrières-sous-Poissy, dem Wohnort von Jean-Philippe, sagte in seiner Gedenkrede zum dritten Todestag von Jean-Philippe: „Wollte er ein Massaker in der jüdischen Schule anrichten, die nur wenige Schritte entfernt liegt? […] Heute können wir sagen, dass Clarissa und ihre Kollegen diesen schrecklichen Plan verhindert haben.“ „Indem sie ihr Leben verlor, hat sie zweifellos das Leben vieler Kinder gerettet“, sagte am 9. Januar 2016 die Ministerin für Überseegebiete, George Pau-Langevin, in Montrouge.

## Mögliches Tatmotiv
Es ist nicht endgültig geklärt, warum das Attentat auf die Polizistin erfolgte. Vielleicht war sie nur zum falschen Zeitpunkt am falschen Ort. Eine andere Hypothese geht davon aus, dass der ebenfalls schwarze Attentäter in der Polizistin eine „Verräterin“ sah, die sich für den Staat einsetzte, den er bekämpfte. Alexis Brunel unterstützt diese Hypothese und sieht Jean-Philippes Schicksal verknüpft mit dem Kampf farbiger Polizisten um Anerkennung. Angesichts kaum verhüllter Drohungen einer Handvoll medienwirksamer Aktivisten haben diese einen Artikel in der Wochenzeitschrift Marianne veröffentlicht, der den Titel trägt: „Wir, Polizisten aus der Vielfalt sind keine Verräter, Hausneger oder Dienst-Araber“.

## Biographie von Jean-Philippe
Jean-Philippe war das erste von 2 Kindern. Die Mutter Marie-Louisa Jean-Philippe befand sich in einer schwierigen Ehe mit häuslicher Gewalt. Nachdem der Vater nach Frankreich ging, um für eine Restaurantkette zu arbeiten, zog die Mutter ihre beiden Kinder alleine auf. Nach Aussage der Mutter war Clarissa Jean-Philippe ein ruhiges, introvertiertes Kind mit wenigen Kontakten zu anderen Kindern.
Nach der Rückkehr des Vaters begann die häusliche Gewalt erneut. Jean-Philippe hatte Angst um ihre Mutter und den kleinen Bruder, obwohl der Vater nie die Hand gegen seine Kinder erhoben hat. Clarissa Jean-Philippe begann sich gegen den Vater, der sie anwiderte, zu behaupten. Nach Aussage der Mutter sagte sie einmal zu ihm: „Du wirst sehen, wenn ich groß bin, werde ich Polizistin, um das zu stoppen, was du Mama antust“.
Jean-Philippe hatte Martinique nach dem Abitur verlassen und sich 2008 in der Nähe von Paris niedergelassen. „Es ist schwierig, seine Familie zurückzulassen und Tausende von Kilometern zu reisen, ich weiß das, weil ich es selbst erlebt habe“, sagte ihre Cousine am Tag 13 des Prozesses um die Anschläge vom Januar 2015. „Es ist ein großer Schritt für jemanden aus den französischen Überseegebieten“.
Jean-Philippe wurde an der Polizeischule in Pantin zur Fachkraft für Schutz und Sicherheit ausgebildet und 2013 als Praktikantin nach Montrouge gesandt. Zwei Wochen vor dem Attentat trat sie endgültig ihren Dienst bei der kommunalen Polizei in Montrouge an. Am Montag, den 12. Januar 2015, sollte sie am Ende ihres Praktikums ihr Diplom als kommunale Polizistin erhalten. Um 8.04 Uhr am 8. Januar 2015 starb Jean-Philippe, als sie einen unbedeutenden Verkehrsunfall aufnehmen wollte; ihr wurde in den Rücken geschossen. Am 19. Januar 2015 wurde sie in ihrer Heimatstadt auf Martinique beigesetzt.

## Ehrung für Jean-Philippe
Der Präsident der Republik, François Hollande, ehrte in Anwesenheit des Premierministers, Manuel Valls, und des Innenministers, Bernard Cazeneuve, am Dienstag, den 13. Januar 2015 die drei im Verlaufe der Attentate des Januars 2015 umgekommenen Polizisten Franck Brinsolaro, Ahmed Merabet und Clarissa Jean-Philippe. Jean-Philippe wurde posthum in den Rang eines Ritters im Nationalorden der Ehrenlegion erhoben und sie wurde zum Brigadier der Kommunalen Polizei befördert. Weiter bekam sie die Ehrenmedaille in Gold der nationalen Polizei und die Goldmedaille der inneren Sicherheit sowie die Medaille in Gold für Mut und Hingabe verliehen.

## Gedenken an das Mordopfer

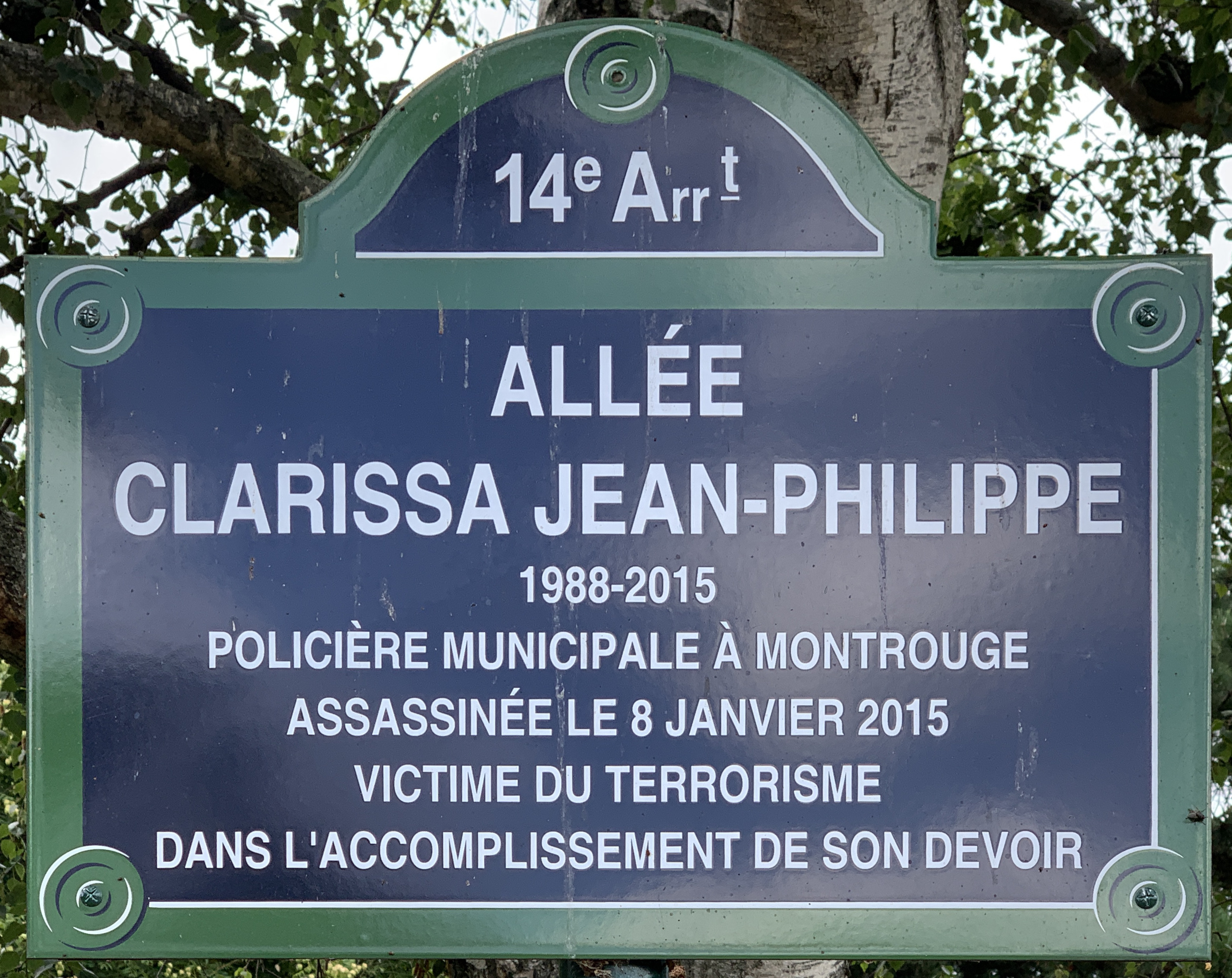
Straßenschild in Paris

Jährlich werden in Montrouge am 8. Januar Gedenkfeiern für Jean-Philippe abgehalten. 2016 war François Hollande in Montrouge anwesend und hat eine Gedenktafel enthüllt. Auch Nicolas Sarkozy, ehemaliger Präsident der Republik nahm an der Feier teil. Weiter waren anwesend der Innenminister Bernard Cazeneuve, die Justizministerin Christiane Taubira und die Ministerin für Überseegebiete George Pau-Langevin, mehrere Abgeordnete aus dem Departement Hauts-de-Seine, die Präsidentin der Region Ile-de-France Valérie Pécresse und die Bürgermeisterin von Paris Anne Hidalgo.
Fast ein Jahr nach ihrem Tod ehrten Jean-Philippe zwei Gemeinden der Île-de-France. Diejenige, in der sie lebte, und diejenige, in der sie ihr Leben verlor. Carrières-sous-Poissy im Département Yvelines und Montrouge im Département Hauts-de-Seine nannten einen Platz bzw. eine Straße nach ihr. Im XIV Pariser Arrondissement wurde eine Allee nach ihr benannt und in Villepinte eine Straße. In Sainte-Marie auf Martinique, dem Geburtsort von Jean-Philippe, wurde bereits im August 2015 eine Statue zu ihrem Gedenken enthüllt und ein Platz nach ihr benannt.
Die Städte Montrouge und Malakoff haben eine Gedenkstätte an der Kreuzung Avenue Pierre Brossolette und der Avenue de la Paix Clarisse Jean-Philippe angelegt. Der Künstler C215 hat dort ein Porträt von Jean-Philippe geschaffen und Gedenktafeln wurden installiert. Zusätzlich zu den Feierlichkeiten am 8. Januar werden an jedem 11. November, dem Gedenktag zum Ende des Ersten Weltkrieges, Blumen an dieser Gedenkstätte niedergelegt.

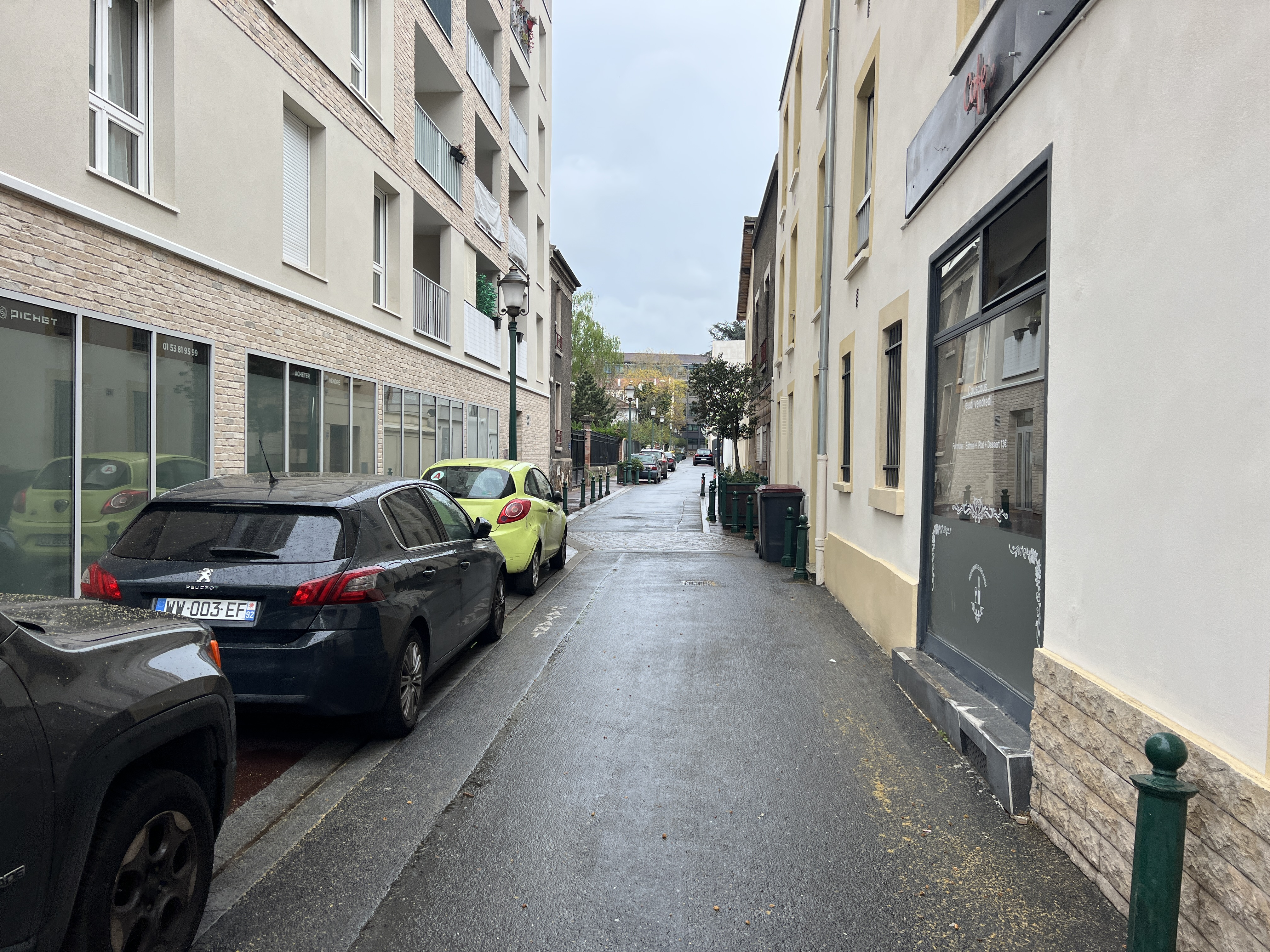
Avenue de la Paix Clarissa Jean Philippe in Montrouge

## Kritik am Verhalten gegenüber Opfer und Hinterbliebenen
Trotz der breiten internationalen Berichterstattung über die Ereignisse der Attentate vom Januar 2015 wurde der Tod von Jean-Philippe weitgehend verdrängt. Kali Nicole Gross erklärt dieses Desinteresse mit rassistischen Motiven.
Marion Van Renterghem sieht Jean-Philippe als ein Opfer, das doppelt bestraft wird. Sie bleibt in der Geschichte ein Opfer von untergeordneter Bedeutung zwischen den Terroranschlägen auf Charlie Hebdo und auf dem Hyper Cacher. Während ihrer gemeinsamen Reise in die Karibik im Mai 2015 haben weder François Hollande, noch der Präsident der Nationalversammlung, noch die mitgereisten Minister die Mutter von Jean-Philippe getroffen. Die französischen Würdenträger hielten sich in Guadeloupe und Martinique auf, ohne dass einer von ihnen die Mutter der Polizistin begrüßte.
Seit dem Tod von Jean-Philippe sitzt deren Mutter im Rollstuhl. Sie ist arbeitsunfähig und leidet an Tremor. Sie muss selbst für die psychologische Hilfe bezahlen, die ihr nicht, wie sie anderen Hinterbliebenen von Opfern, angeboten wurde.
Am 11. Januar 2015, anlässlich der großen Demonstrationsmärsche (französisch marches républicaines) am Place de la République in Paris, wurden die Familien der Opfer dadurch geehrt, dass sie vor den Staats- und Regierungschefs am Zug teilnahmen. Nach 10 Minuten wurden die Angehörigen von Jean-Philippe gebeten, aus dem Zug herauszutreten, und am Bus der Staatschefs zu warten. Hohe Vertreter der Regierung begrüßten die anderen Opfer und deren Familien nach Beendigung des Demonstrationszuges. Sie ignorierten aber Jean-Philippes Familie, als sie in den wartenden Bus einstiegen. Die Angehörigem von Jean-Philippe waren die einzigen Schwarzen unter den Hinterbliebenen.
Alexis Brunet führt an, dass die Mutter Marie-Louisa Jean-Philippe während ihrer Anwesenheit in Paris im Jahr 2020 während der Prozesses um die Anschläge vom Januar 2015 nicht in den Élysée-Palast eingeladen wurde. Eine solche Ehrung wurde beispielsweise Familienmitgliedern von weißer Polizeigewalt zuteil. Der Präsident der Republik, Emmanuel Macron, hatte wohl keine Zeit dafür und auch der Innenminister Gérald Darmanin war bereits vergeben.
Jean-Philippe, eine französische Staatsbürgerin aus Martinique, wurde aber auch von „antikolonialen“ Aktivisten wie Rokhaya Diallo nicht weiter beachtet.
An der Gedenkstätte Avenue Pierre Brossolette sind die Erinnerungstafeln von Mülleimern zugestellt (siehe Bild in der Referenz). Das war 2017 so und ist noch heute so.

## Anmerkung
1. ↑  fr:C215 (artiste)
2. ↑  en:Rokhaya Diallo

## Einzelbelege
1. 1 2 3 4 5 6 7  Sophie Parmentier: Attentats de janvier 2015: Clarissa Jean-Philippe, la timide policière de Montrouge. In: France inter. 29. August 2020, abgerufen am 12. Dezember 2023 (französisch).
2. ↑  François Hollande rend hommage à Clarissa Jean-Philippe. In: Le Figaro. 9. Januar 2016, abgerufen am 12. Dezember 2023 (französisch).
3. 1 2 3 4 5 6 7  Charlotte Piret: La mère de Clarissa Jean-Philippe : "Elle m’a dit : ne t’inquiète pas maman, on a des gilets pare-balles". In: France Inter. 18. September 2020, abgerufen am 14. Dezember 2023 (französisch).
4. 1 2 3 4  Karsten Polke-Majewski, Philip Faigle, Kai Biermann, Mounia Meiborg, Annika Joeres: Attentat auf "Charlie Hebdo": Drei Tage Terror in Paris. In: Die Zeit. 11. Mai 2015, ISSN 0044-2070 (zeit.de [abgerufen am 16. Dezember 2023]).
5. 1 2  Die Redaktion von TF1info: Attentats de janvier 2015 : hommage ce vendredi à Clarissa Jean-Philippe, policière municipale. In: TF1Info. 8. Januar 2021, abgerufen am 17. Dezember 2023 (französisch).
6. 1 2 3  Stéphane Durand-Souffland: Procès des attentats de 2015: l’héroïsme d’un employé de la mairie de Montrouge. In: Le Figaro. 18. September 2020, abgerufen am 13. Dezember 2023 (französisch).
7. ↑  Peter Allen: Police officer shot dead is named as '27-year-old rookie'. In: MAILonline. 8. Januar 2015, abgerufen am 16. Dezember 2023 (englisch).
8. 1 2  Michael Thaidigsmann: Fünf Jahre nach dem Albtraum. In: Jüdische Allgemeine. 9. Januar 2020, abgerufen am 17. Dezember 2023.
9. ↑  Morgane Rubetti und AFP: Un hommage en trois temps pour la policière de Montrouge tuée par Amedy Coulibaly. In: Le Figaro. 8. Januar 2018, abgerufen am 12. Dezember 2023 (französisch).
10. ↑  Christelle Petrongari mit AFP, Reuters: France : une plaque à la mémoire de Clarissa Jean-Philippe, la policière abattue à Montrouge. In: Euronews. 9. Januar 2016, abgerufen am 13. Dezember 2023 (französisch).
11. 1 2 3 4 5 6  Alexis Brunet: N’oublions pas Clarissa Jean-Philippe. In: Causeur. 21. September 2020, abgerufen am 13. Dezember 2023 (französisch).
12. ↑  Ein Kollektiv von Journalisten: Nous, policiers issus de la diversité, ne sommes pas des "vendus", des "nègres de maison" ou des "arabes de service". In: Marianne. 11. Juni 2020, abgerufen am 13. Dezember 2023 (französisch).
13. ↑  David Livois: A Montrouge, Schiappa rend hommage à Clarissa Jean-Philippe, policière tuée par Amedy Coulibaly. In: Le Parisien. 9. Januar 2022, abgerufen am 14. Dezember 2023 (französisch).
14. 1 2 3 4  Une rue et un square Clarissa Jean-Philippe en mémoire de la policière tuée par Coulibaly. In: Le Journal de Dimanche. 22. Dezember 2015, abgerufen am 13. Dezember 2023 (französisch).
15. ↑  Gérard Collomb, Innenminister: 8 janvier: hommage à Clarissa JEAN-PHILIPPE. In: Prefet de la Martinique. 9. Januar 2018, abgerufen am 13. Dezember 2023 (französisch).
16. ↑  Clarissa Jean-Philippe jeune policière tuée par Coulibaly. In: Ouest-France. 9. Januar 2015, abgerufen am 14. Dezember 2023 (französisch).
17. 1 2 3 4 5 6 7  Marion Van Renterghem: Attentats de janvier 2015 : Clarissa Jean-Philippe, l’abandonnée de Montrouge. In: lemonde.fr. 5. Januar 2016, abgerufen am 14. Dezember 2023 (französisch).
18. ↑  Nikos Tzermias: Inkarnation der französischen Nation. In: Neue Zürcher Zeitung. 14. Januar 2015, ISSN 0376-6829 (nzz.ch [abgerufen am 14. Dezember 2023]).
19. ↑  Attentats - Hommage aux trois policiers morts en service. In: Le Prefet du Nord. Abgerufen am 14. Dezember 2023.
20. 1 2  Romain Herreros mit AFP: L'hommage de François Hollande à Clarissa Jean-Philippe. In: Huffpost. 9. Januar 2016, abgerufen am 14. Dezember 2023 (französisch).
21. ↑  Claude Gratien: Une statue pour Clarissa Jean-Philippe. In: Franceinfo. 13. August 2015, abgerufen am 17. Dezember 2023 (französisch).
22. 1 2  Kali Nicole Gross: Je Suis Clarissa Jean-Philippe. In: Huffpost. 13. Januar 2015, abgerufen am 14. Dezember 2023 (englisch).
23. ↑  Thibaut Schepman: À Malakoff, des poubelles souillent l'hommage à Clarissa Jean-Philippe. In: Buzzfeed. 28. Januar 2017, abgerufen am 13. Dezember 2023 (französisch).